# بدائع العصمة
بدائع العصمة، هي قرية من فئة (أ) تقع في محافظة القويعية، والتابعة لمنطقة الرياض في السعودية. وتبعد بدائع العصمة عن محافظة القويعية بمسافة تقارب (60) كم.